# HD 22402
HD 22402，又名BD+42 795，SAO 38999、HR 1097，是一颗恒星，视星等为6.42，位于銀經152.76，銀緯-10.44，其B1900.0坐标为赤經3h 31m 14.3s，赤緯+42° -10.44′ 13″。